# Arcuatula senhousia
Musculista, Musculista senhousia
Espèce
Synonymes
- Brachidontes senhousia (Benson, 1842)[1]
- Brachiodontes senhausi[1]
- Modiola aquarius Grabau & S. G. King, 1928[1]
- Modiola bellardiana Tapparone Canefri, 1874[1]
- Modiola senhousia Benson, 1842[1]
- Modiolus senhousia (Benson, 1842)[2]
- Musculista senhousia (Benson, 1842)[1]
- Musculus senhousia (Benson in Cantor, 1842)[1]

Arcuatula senhousia est une espèce de mollusques bivalves de la famille des Mytilidae.

## Systématique
Cette espèce a un temps été nommée sous le taxon Musculista senhousia, alors seul représentant du genre Musculista créé par Gotaro Yamamoto (d) et Tadashige Habe (d) en 1958.

## Publication originale
- William Henry Benson, « Mollusca », in Theodore Cantor, General features of Chusan, with remarks on the flora and fauna of that island (œuvre écrite), Inconnu, Londres, 1842, [lire en ligne].